# 양자리 30
양자리 30은 양자리 방향으로 지구로부터 약 133 광년 떨어진 곳에 있는 사중성계이다. 밝기는 6등급으로 맨눈으로는 볼 수 없으며 망원경을 이용해야 관측할 수 있다. 이 항성계는 복잡한 구조를 보이는데 양자리 A와 B는 각자가 하나의 별이 아니라 쌍성계로, A와 B가 질량중심을 다시 긴 주기에 걸쳐 공전하는 형태이다. 이 중 A는 분광쌍성으로 둘의 공전주기는 1.1 일에 불과하다. 쌍성계 A와 B는 밤하늘에서 38.1초 떨어져 있으며 이는 지구로부터의 거리를 고려할 때 약 1,500 천문단위 간격이다. 둘 다 F형 주계열성으로 중심핵에서 수소를 태우는 과정에 있다. 이 계의 나이는 9억 1천만 년으로 태양의 5분의 1 수준이다.

## 외계 행성
2009년 11월 27일 양자리 30 중 B를 1 천문단위 정도 떨어져 돌고 있는 행성이 발견되었다. 명명법에 따른 이 천체의 이름은 양자리 30 Bb이다.

## 같이 보기
- HD 114762 b